# Superficie de Bryant
En geometría de Riemann, una superficie de Bryant es una superficie bidimensional inmersa en un espacio hiperbólico tridimensional con una curvatura media constante e igual a 1. Estas superficies toman su nombre del geómetra Robert Bryant, quien demostró que toda superficie mínima simplemente conexa en el espacio euclídeo tridimensional es isométrica con respecto a una superficie de Bryant mediante una parametrización holomorfa análoga a la parametrización de Weierstrass-Enneper (aplicable al espacio euclídeo).